# Belle et Sébastien (série de romans)
Pour les articles homonymes, voir Belle et Sébastien.
 (septembre 2020).
Si vous disposez d'ouvrages ou d'articles de référence ou si vous connaissez des sites web de qualité traitant du thème abordé ici, merci de compléter l'article en donnant les références utiles à sa vérifiabilité et en les liant à la section « Notes et références ».
Belle et Sébastien sont deux héros imaginés par Cécile Aubry pour le feuilleton télévisé qu'elle dirige en 1965 : Belle et Sébastien, avec, dans le rôle de Sébastien, le propre fils de Cécile Aubry.
Le feuilleton ayant remporté un vif succès, Cécile Aubry décide d'adapter le feuilleton en romans. Puis elle crée une suite : deux autres feuilletons télévisés (Sébastien parmi les hommes, 1968) et Sébastien et la Mary-Morgane, 1970) et continue à écrire des romans adaptés de ses feuilletons.
Cécile Aubry écrit ainsi sept romans entre 1966 et 1977.

## Romans parus
Note : la date indiquée est celle de la première édition. Les romans sont classés dans l'ordre chronologique de l'histoire.

### Belle et Sébastien: Le Refuge du grand Baou
- Roman paru en 1966 aux éditions Hachette[1].

Résumé
Sébastien est le fils d’une femme inconnue morte dans la montagne le jour de la Saint-Sébastien. Le vieux César et sa petite-fille Angelina le recueillent. Le même jour, la chienne Belle naît dans une ferme et est vendue de tous les côtés avant de se retrouver seule dans la montagne. Sébastien essaie d’empêcher les villageois de tuer la grande chienne. Angelina aime en secret le docteur Guillaume et son frère Jean travaille au barrage. C’est avec l’aide de César que Sébastien recueille la chienne. Et c’est grâce à elle que Sébastien est sauvé lors de l’avalanche. Finalement, Sébastien reste avec sa chienne et Angelina épouse le docteur.

### Belle et Sébastien: Le Document secret
- Roman paru en 1966 aux éditions Hachette[2].

Résumé
Un étranger, Norbert, arrive au village et prétend venir de Castellane après avoir fait le tour du monde. Il arrive un soir chez César afin d'être logé dans l'étable du vieil homme. En bavardant avec Jean, il lui raconte toutes sortes de mensonges à propos de lui et décide de devenir employé au barrage. Un soir, Norbert conduit Jean au café dont César interdit l'accès à son petit-fils. C'est en le faisant boire que Norbert apprend de Jean que la chienne dont Sébastien est le propriétaire est une chienne incroyable. Norbert prétend qu'elle pourrait être dressée pour conduire des touristes en montagne et Jean accepte. Ce qu'il ne sait pas, c'est que la chienne ne fera pas que le guide. Elle apportera à la frontière d'Italie un microfilm volé par Norbert et sa troupe de voleurs. Ce n'est qu'avec l'astuce de César et le cran de Sébastien que le microfilm ne passera pas la frontière.

### Sébastien parmi les hommes
- Roman paru en 1968 aux éditions Julliard[3].

Résumé
C'est un matin de printemps que Sébastien apprend la nouvelle : on a retrouvé son père légitime. Il quitte avec César sa maison à La Bastide le cœur gros afin de rencontrer son père. Lui, c'est Pierre Maréchal, entraîneur de chevaux de course dans sa belle maison Les Jonquières. Ce Pierre a fréquenté la mère de Sébastien, la gitane Maritcha morte en montagne, il y a neuf ans en mettant Sébastien au monde. Il fréquente désormais la belle Sylvia Lambert avec qui il compte se marier. Sébastien arrive aux Jonquières. Sylvia, jalouse, ne veut plus de Pierre en apprenant qu'il a eu un fils avec cette jeune femme. Son cousin Bertrand fera tout pour les séparer et ira jusqu'à piquer le dernier cheval de l'écurie Maréchal pour qu'il perde le prix du Marais. Sébastien rencontrera Sylvia par hasard sur une plage. Souffrant des colères de son père, il appellera une amie de la Bastide, la vieille Célestine, et voudra partir au Canada où est parti César pour le mariage de Jean, afin que son père et Sylvia se marient. Il finira fils de Pierre et Sylvia Maréchal.

### Séverine, Belle et Sébastien: La Rencontre
- Roman paru en 1977 aux éditions Hachette dans la collection Bibliothèque Verte[4].

Résumé
Séverine est une petite Parisienne et fille de l'« architecte » comme disent les habitants de Saint-Martin. Sébastien est né dans la montagne et recueilli par César. Nés à trois jours de différence, les deux enfants font vite connaissance. Sébastien raconte à Séverine beaucoup de choses qu'il ne dirait à personne et Séverine lui dit une chose encore plus étonnante. Sa mère, la belle Sandra qui est mannequin, est partie en Italie, son pays natal. Or en réalité, Sandra a quitté son mari. Un jour, alors qu'ils visitent le grand Baou avec le père de Séverine, Sébastien apprend que l'« architecte » va détruire le refuge où il est né pour faire un hôtel de luxe. Chamboulé, Sébastien prétend tomber malade et Jean doit chercher le docteur Guillaume en pleine nuit. Quand celui-ci se rend compte du manège de Sébastien, il le gronde beaucoup car le petit garçon s'est bien gardé de lui parler de la destruction du refuge. Ce n'est qu'avec César qu'il se décide à confier ce qu'il avait sur le cœur. Puis Sébastien doit, après avoir tenu promesse, emmener Séverine en montagne pour retrouver sa mère en Italie à Turin au 12 via Alfieri chez les grands-parents de Séverine. Après avoir passé la frontière, il retrouve Sandra et Séverine repart chez elle après avoir remercié Sébastien.

### Séverine, Belle et Sébastien: Le Collier bleu
- Roman paru en 1977 aux éditions Hachette dans la collection Bibliothèque Verte[5].

Résumé
Tout se passe bien pour Séverine jusqu'au voyage de sa mère, Sandra Albin, à Nice. C'est bientôt Noël et Sandra est partie chez une antiquaire russe pour faire les achats de Noël. Elle remarque alors dans la vitrine un magnifique collier bleu saphir. Un homme de passage lui achète ce collier car il trouve à Sandra une ressemblance étonnante avec sa fille qui lui manque beaucoup. De retour chez elle, Sandra est interrogée par Jacques qui pense que Sandra est amoureuse. Séverine craint une nouvelle fugue et Sébastien la questionne. Après des aventures entre la Côte d'Azur et le village des montagnes, Jacques Albin apprend que c'est son patron M. Norden qui a offert le collier bleu à sa femme et la famille se réconcilie. Mais Sébastien, complètement amoureux de sa petite amie, apprend que Séverine part avec ses parents et quitte Sébastien, qui va jusqu'à se jeter dans un précipice, mais est sauvé par Jean. Il oublie Séverine, malgré le fait qu’une tendre complicité et même un (premier) grand amour se soit noué entre les deux jeunes, et il court jouer avec Belle.

### Sébastien et la Mary-Morgane
- Roman paru en 1974 aux éditions "Le Livre de Paris"[6].

Résumé
Sébastien a douze ans. Il a un petit frère, Pierrot (François dans la série), et vit heureux avec Sylvia et Pierre Maréchal mariés depuis ses neuf ans. Après la mort de Belle, il doit pour son malheur partir chez son vieil oncle armateur de pêche à Fécamp. 
Celui-ci vit avec sa servante Clarisse dans le malheur depuis vingt-cinq ans, à la suite de la mort de Gilles et Claire Maréchal, femme et fils du capitaine pris par les Allemands. Sébastien peut compter sur un aide du capitaine, Jonathan, qui répond à la plupart de ses questions. C'est ainsi qu'il apprend que la femme et le fils du capitaine ont été pris par la soi-disant faute de Joseph Téphani, qui s'est suicidé quelque temps plus tard du haut d'une falaise. Pendant son séjour, Sébastien rencontre Sophie-Virginie, surnommé Siza par ses amis et fille de Carl Walter, associé de Louis Maréchal à l'armement.
Anecdotes
Le roman a également été publié en deux tomes sous-titrés Le Capitaine Louis Maréchal et Le retour du Narval.

### Un été pour Sébastien
- Roman paru en 1972 aux éditions Julliard[7].

Résumé
Âgé de quatorze ans, Sébastien part pour un mois de vacances en compagnie de deux amis plus âgés que lui, Bernard et Roger. Rapidement, il les quitte avec sa chienne Roxane et découvre Miraval, une parcelle de terres et de marais préservés où vit une horde de chevaux sauvages menés par un magnifique étalon puissant : le Blalafré. Mais cette nature est menacée par l'implantation d'une zone industrielle, un drame pour Sébastien qui en fait une affaire personnelle...